# Холло, Балаж
Балаж Холло (род. 10 февраля 1999, Эгер) — венгерский пловец, чемпион Европы 2022 года в эстафете, призёр чемпионата Европы 2024 года. Участник летних Олимпийских игр 2020 года.

## Карьера
Балаж Холло родился 10 февраля 1999 года в Эгере, в Венгрии. Специализируется на комплексном плавании.
В 2021 году принял участие в летних Олимпийских играх в Токио. В составе венгерской команды принял участие в эстафетном заплыве 4×200 метров вольным стилем, однако в предварительном раунде команда была дисквалифицирована.
На взрослом чемпионате Европы в Риме завоевал золотую медаль в составе эстафеты 4×200 метров вольным стилем.
На чемпионате Европы 2024 года в Белграде на дистанции 400 метров комплексным плаванием стал серебряным призёром, уступив победителю 0,68 секунды. В эстафете 4×200 метров вольным стилем также завоевал серебряную медаль.